# Laglorieuse
Laglorieuse è un comune francese di 588 abitanti situato nel dipartimento delle Landes nella regione della Nuova Aquitania.

## Società

### Evoluzione demografica
Abitanti censiti